# She-Ra
Adora, conhecida por seu alter ego She-Ra, é uma super-heroína fictícia da franquia Masters of the Universe. Ela é apresentada como a protagonista da série She-Ra: Princess of Power da Filmation de 1985, que revela que ela é a irmã gêmea há muito perdida de He-Man. She-ra aparece novamente na reboot de 2018, She-Ra and the Princesses of Power. Uma série de brinquedos com seu nome foi produzida pela Mattel em 1984. Ela também apareceu em uma série de histórias em quadrinhos da franquia Masters of the Universe, mais notavelmente na série de quadrinhos publicada entre 2012 e 2018 publicada pela DC Comics, um arco de história único de aproximadamente 1.000 páginas  publicado em He-Man and the Masters of the Universe Omnibus de 2019. lançamento em capa dura. Nesses quadrinhos e na linha de brinquedos Masters of the Universe Classics, ela também tem uma personalidade maligna chamada Despara. Como Despara, ela aparece no final do lançamento de 2024 da Netflix de Rob David e Kevin Smith, Masters of the Universe: Revolution, a terceira parcela da série animada Masters of the Universe: Revelation de 2021. Ela também aparece em vários livros de histórias, principalmente Golden Books e Ladybird, e em alguns jogos da franquia MOTU.
Sua primeira aparição publicada foi no minigibi  "The Story of She-Ra" de 1984, que, como o subsequente filme de animação de He-Man e She-Ra, a apresentou como a irmã gêmea de He-Man, a Princesa Adora, sequestrada por Hordak em sua infância. Esse minigibi, que apresenta He-Man, a Feiticeira do Castelo Grayskull, e o próprio Castelo Grayskull, também apresenta uma das primeiras aparições publicadas de Hordak e Catra. O minigibi foi enviado com a figura de ação/boneca She-Ra original lançada em 1985.
Na série de 1985, She-Ra pretendia estender o apelo do cenário Masters of the Universe, sendo de interesse para as meninas da mesma forma que He-Man atraiu os meninos. Os roteiristas da Filmation, Larry DiTillio e J. Michael Straczynski criaram a história de fundo de She-Ra. Ela foi apresentada no filme The Secret of the Sword como a Capitã da Força Adora da Horda governando Etheria, mas ela na verdade é a Princesa Adora, a irmã gêmea há muito perdida do Príncipe Adam, o He-Man. A série de 2018 apresenta uma She-Ra mais jovem e se passa em um universo diferente, com conexões apenas limitadas com os Masters of the Universe (principalmente através de Hordak e da Horda, que se originou na linha de brinquedos MOTU). Adora aparece, sob o comando de sua Evil Horde, também conhecida como Despara, no final de Masters of the Universe: Revolution.

## Poderes e habilidades
Assim como He-Man, She-Ra possui gigantesca força física capaz de arremessar uma lua no espaço com somente um pontapé, além de agilidade e resistência sobrehumanas. Suas habilidades incluem ser uma hábil espadachim e estrategista. She-Ra possui ainda a capacidade de se comunicar telepaticamente com animais e curar ferimentos físicos impondo as mãos sobre o local. Sua espada pode ser transformada em diversos outros objetos, como escudo, paraquedas, capacete, laço e gancho.

## História
O planeta Etheria é vítima da ditadura Horda, liderada pelo tirano Hordak e seu exército de mutantes guiados pela capitã Adora.
Refugiados na Floresta do Sussurro sob o comando da princesa do reino de Lua Clara chamada Cintilante, um grupo de rebeldes planejam estratégias para libertar o planeta das forças do mal.
No planeta Eternia, a Feiticeira, guardiã do Castelo de Grayskull, desperta-se de terríveis pesadelos e diante dela está uma espada idêntica à do herói He-Man, tendo como única diferença uma pedra cravejada ao corpo da arma. A espada atrai a protetora do castelo até um portal dimensional, o qual nunca tinha sido aberto antes. Em sequência, a espada cai aos pés da Feiticeira, que a recolhe com surpresa, dizendo: "É possível?! Após tantos anos?!"
Convocado pela Feiticeira por telepatia, o príncipe Adam recebe a missão de atravessar o portal dimensional, indo assim para outro mundo entregar a misteriosa espada à sua verdadeira dona. O mundo no qual o príncipe chega é Etheria e ele logo se alia à Rebelião.
Transformado em He-Man, durante um combate contra a Horda, Adam enfrenta a maldosa capitã Adora, para depois descobrir que a tal espada é ativada quando apontada contra a capitã. Na pedra aparece a imagem de Adora. Distraído por este acontecimento, He-man é feito prisioneiro.
Mantido na "Ilha das Feras", He-Man conta à Adora que a espada deveria pertencer a alguém que luta pelo bem, e não pelo mal. He-man também esclarece a Adora que Hordak é um tirano, e que sua influência sobre Etheria baseia-se em atos de injustiça e maldade. Surpreendida com essa declaração, Adora decide andar por Etheria e ver com os próprios olhos como a Horda governava aquele planeta e descobre que tinha sido enganada e, que na verdade os rebeldes não eram do mal, mas sim a Horda!
Com a espada da proteção em suas mãos, Adora começa a se libertar dos feitiços de Sombria que comandavam sua mente, mas quando tenta se rebelar contra Hordak, Sombria, que praticamente a criou, usa este fato para capturar a mente de Adora novamente.
Enquanto isso, Cintilante, Arqueiro, Madame Riso, Vassourito, Corujito e o Gato-Guerreiro descobrem onde está He-Man e conseguem libertá-lo.
Hordak anuncia um moderno raio transportador: o Raio Magnum, e quer derrotar os rebeldes transportando toda a Floresta do Sussurro ao Vale Perdido. Porém este raio precisa obter energia para chegar ao máximo de sua potência e He-Man, por ter muita força, é a fonte ideal.
He-Man escapa da prisão e volta a procurar Adora para saber se havia conseguido convencê-la a mudar de lado, mas com o feitiço hipnótico novamente potencializado, Adora o trai, entregando He-Man novamente à Hordak.
Aprisionado no acumulador de energia do Raio Magnum, He-Man está prestes a perder toda sua força e virar um comum escravo da Horda, quando a Feiticeira, através da espada, chama por Adora e revela a ela que seus verdadeiros pais são o Rei Randor e a Rainha Marlena e que na verdade havia sido sequestrada por Hordak quando ainda era apenas um bebê. Revela também que ela tem um irmāo gêmeo: He-Man. Percebendo os erros que cometera, Adora ergue sua espada e grita "Pela honra de GraySkull".  transformando-se em She-ra e salva He-man fugindo assim da Zona do Medo, base da Horda.
Longe dali, protegidos no interior da Floresta do Sussurro, He-man chama pela Feiticeira através da espada de She-ra, conhecida como a Espada da Proteção, e pede a ela que explique toda a verdade. A feiticeira esclarece então, que no passado, Hordak e seu discípulo Esqueleto queriam dominar Eternia, mas foram impedidos pelo exército do Rei Randor e pela Magia do Castelo de Grayskull. Sabendo que os gêmeos, filhos do Rei e da Rainha de Eternia, estavam destinados à algo de especial no futuro, eles tentam sequestrá-los. Seus planos porém, em parte dão errado, e Mentor impede que consigam levar o príncipe Adam. Assim, Hordak consegue sequestrar apenas Adora e como nunca fora possível detectar a dimensão para a qual ele fugiu, levando consigo a princesa Adora, a memória de todo o povo de Eternia, incluindo a do próprio príncipe, fora magicamente apagadas. Com tal feitiço, ninguém se recordaria sobre a existência da princesa, poupando a todos o sofrimento. Os únicos que se recordariam da existência de Adora seriam seus pais, o Rei e a Rainha de Eternia, Mentor e a Feiticeira, guardiã do Castelo de Grayskull.
Após saber de toda a verdade, Adora decide que ajudará a Rebelião e em sequência, tem a oportunidade de conhecer seus verdadeiros pais. Furioso pela traição da princesa, Hordak a segue até Eternia e junto com seu antigo pupilo, Esqueleto, consegue sequestrá-la novamente, mas Adora foge, transforma-se em She-Ra e derrota os vilões.
A princesa decide que sua missão é viver em Etheria e ajudar a Rebelião a lutar contra a Horda, retornando ao planeta no qual cresceu, longe de seu irmão Adam. Os dois se transformam em He-Man e She-Ra e ajudam a Rebelião a libertar o Castelo da Lua Clara que estava sob domínio de Hordak. Depois da batalha, He-man se despede dela e retorna à Eternia. She-ra promete então que nunca descansaria enquanto Etheria não fosse livre.